# محرك بوسارد النفاث
محرك بوسارد النفاث هو طريقة نظرية لدفع المركبات الفضائية للسفر بين النجوم. تقوم مركبة فضائية سريعة الحركة بجمع الهيدروجين من الوسط البين نجمي باستخدام مجال مغناطيسي هائل على شكل قمع (يتراوح قطره من كيلومترات إلى عدة آلاف من الكيلومترات)؛ يتم ضغط الهيدروجين حتى يحدث الاندماج النووي الحراري، والذي يوفر قوة دفع لمواجهة السحب الناتج عن القمع والطاقة لتشغيل المجال المغناطيسي. وبالتالي يمكن اعتبار محرك بوسارد النفاث كنوع من الصواريخ الاندماجية.
1. الوسط بين النجوم
2. جمع وضغط الهيدروجين
3. نقل الهيدروجين بجانب الحمولة
4. الاندماج النووي الحراري
5. فوهة المحرك
6. طائرة غاز المداخن

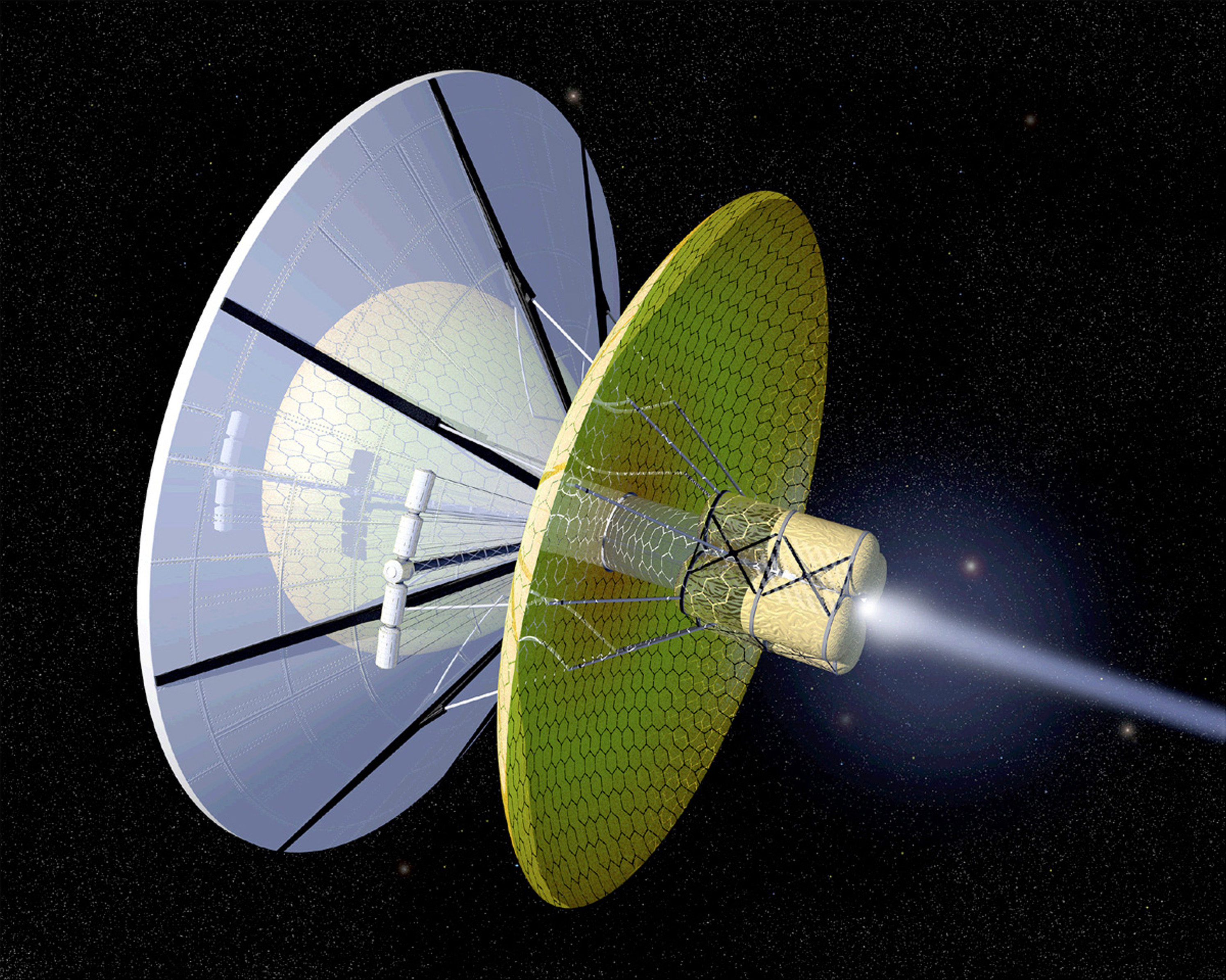
تصور فني لطائرة بوسارد النفاثة. أحد المكونات الرئيسية للمحرك النفاث الفعلي – وهو مجال كهرومغناطيسي يبلغ عرضه أميالاً – غير مرئي.

بوسارد رامجيت في الحركة.

تم اقتراح محرك بوسارد النفاث في عام 1960 من قبل الفيزيائي روبرت دبليو بوسارد.
تم نشر هذا المفهوم من قبل بول أندرسون في روايته تاو زيرو، ولاري نيفن في سلسلة كتب الفضاء المعروفة، وفيرنور فينج في سلسلة مناطق الفكر، وكارل ساجان، كما هو مشار إليه في المسلسل التلفزيوني وكتاب الكون.

## جدوى
منذ وقت اقتراح بوسارد الأصلي، تم اكتشاف أن المنطقة المحيطة بالنظام الشمسي بها كثافة هيدروجين أقل بكثير مما كان يعتقد في ذلك الوقت (اطلع على السحابة البينجمية المحلية). في عام 1969، قدم جون فورد فيشباك مساهمة مهمة، حيث وصف تفاصيل المجال المغناطيسي المطلوب.
في عام 1978، قام تي إيه هيبنهايمر بتحليل اقتراح بوسارد الأصلي الخاص بدمج البروتونات، لكنه وجد أن خسائر أشعة الأنكباح الناتجة عن ضغط البروتونات إلى كثافات الاندماج كانت أكبر من الطاقة التي يمكن إنتاجها بعامل يبلغ حوالي مليار، مما يشير إلى أن النسخة المقترحة من بوسارد كان المحرك النفاث غير ممكن. ومع ذلك، يشير تحليل دانييل بي. وايتمير عام 1975  إلى أن المحرك النفاث قد يحقق طاقة صافية عبر دورة كربون-نيتروجين-أكسجين ، والتي تنتج اندماجًا بمعدل أعلى بكثير (حوالي1016 مرة) من سلسلة بروتون-بروتون.
قام روبرت زوبرين ودانا أندروز بتحليل نسخة افتراضية من تصميم محرك بوسارد النفاث في لقد قرروا أن نسختهم من المحرك النفاث لن تكون قادرة على التسارع في الريح الشمسية.
وجدت دراسة أجريت عام 2021 أنه على الرغم من إمكانية البناء العملي لمحرك بوسارد النفاث المفيد، إلا أنه سيكون أبعد من مجرد حضارة كارداشيف من النوع الثاني.

## إختراعات ذات الصلة

### صاروخ رام المعزز بين النجوم (RAIR)
أدت مشكلة استخدام الوسط النجمي كمصدر وحيد للوقود إلى دراسة صاروخ رام المعزز بين النجوم (RAIR). يحمل (RAIR) إمدادات الوقود النووي الخاصة به ويستنزف منتجات التفاعل لإنتاج بعض قوة الدفع. ومع ذلك، فهو يعزز أداءه بشكل كبير من خلال جرف الوسط بين النجوم واستخدامه ككتلة رد فعل إضافية لزيادة الصاروخ. يتكون نظام الدفع في (RAIR) من ثلاثة أنظمة فرعية: مفاعل الاندماج، وحقل المغرفة، ومسرع البلازما. يتم إطلاق الوقود أمام السفينة باستخدام دواسة البنزين. يقوم حقل المغرفة بتوجيه الوقود إلى مسرع آخر (قد يكون هذا على سبيل المثال نظام تبادل حراري ينقل الطاقة الحرارية من المفاعل مباشرة إلى الغاز بين النجوم) والذي يتم توفير الطاقة من المفاعل. واحدة من أفضل الطرق لفهم هذا المفهوم هي اعتبار أن الوقود النووي الهيدروجيني المحمول على متن السفينة يعمل كوقود (مصدر للطاقة) في حين أن الغاز بين النجوم الذي يتم جمعه بواسطة المغرفة ثم استنفاده بسرعة كبيرة من الخلف يعمل كوقود دافع (كتلة شغالة)، وبالتالي فإن السيارة لديها إمداد محدود بالوقود ولكن إمداد غير محدود بالوقود. سيكون لمحرك بوسارد العادي إمداد لا نهائي من كليهما. ومع ذلك، تشير النظرية إلى أنه عندما يعاني محرك بوسارد النفاث من السحب من الاضطرار إلى تسريع الغاز بين النجوم مسبقًا إلى سرعته الخاصة قبل تناوله، سيكون نظام (RAIR) قادرًا على نقل الطاقة عبر آلية "التسريع" إلى الوسط بين النجوم على الرغم من اختلافات السرعة. وبالتالي سوف يعاني من سحب أقل بكثير.

### محرك نفاث بين النجوم يعمل بالليزر
تعتبر الطاقة المرسلة المقترنة بمركبة تغرف الهيدروجين من الوسط البينجمي شكلاً آخر. تنطلق مجموعة ليزر في النظام الشمسي إلى مُجمِّع على مركبة تستخدم شيئًا مثل المعجل الخطي لإنتاج الدفع. هذا يحل مشكلة مفاعل الاندماج للمحرك النفاث. هناك قيود بسبب توهين الطاقة المشعة مع المسافة.

### شراع مغناطيسي
ألهمت الحسابات (التي أجراها روبرت زوبرين ودانا أندروز) فكرة المظلة أو الشراع المغناطيسي. قد يكون هذا مهمًا للسفر بين النجوم لأنه يعني أنه يمكن إجراء التباطؤ في الوجهة باستخدام مظلة مغناطيسية بدلاً من صاروخ.

### محرك دايسون النجمي القائم على السرب (محرك كابلان)
اقترح عالم الفيزياء الفلكية ماثيو إي. كابلان من جامعة ولاية إلينوي نوعًا من المحركات النجمية يستخدم سرب دايسون من المرايا لتركيز الطاقة النجمية على مناطق معينة من نجم يشبه الشمس، مما ينتج عنه أشعة من الرياح الشمسية يتم جمعها بواسطة محرك نفاث متعدد التضاغط. التجميع الذي بدوره ينتج نفاثات موجهة من البلازما لتحقيق الاستقرار في مداره والأكسجين -14 لدفع النجم. وباستخدام حسابات بدائية تفترض أقصى قدر من الكفاءة، يقدر كابلان أن محرك بوسارد سيستخدم1015 جرامًا في الثانية من المادة الشمسية لإنتاج أقصى تسارع قدره 10 −9 م/ث 2 ، مما يؤدي إلى سرعة 200 كم/ث بعد 5 ملايين سنة، ومسافة 10 فرسخ فلكي على مدى مليون سنة. نظريًا، سيعمل محرك بوسارد لمدة 100 مليون سنة نظرًا لمعدل فقدان كتلة الشمس، لكن كابلان يرى أن 10 ملايين سنة ستكون كافية لتجنب الاصطدام النجمي.

### مسار ما قبل ذلك
يمكن التغلب على العديد من الصعوبات التقنية الواضحة في محرك بوسارد النفاث عن طريق وضع كريات صلبة من الوقود على طول مسار المركبة الفضائية مسبقًا. يمكن القيام بذلك باستخدام مركبة فضائية "ناقلة" مختلفة تقوم بإسقاط كريات الوقود أو باستخدام الدفع بالليزر. تمت الإشارة إلى هذه الطريقة باسم "مدرج الاندماج"، مدرج الطائرات النفاثة الضاغطة أو "مدرج إعادة الإمداد الأمامي".
في حين أن معظم المقترحات تستخدم قوة الاندماج، كما هو الحال مع محركات بوسارد التقليدية، فقد تم اقتراح الانشطار أيضًا.

### وتشمل مزايا هذا النظام ما يلي:
- يمكن تحقيق الاندماج عن طريق ضرب كريتي وقود معًا بسرعة لا تقل عن 200 كيلومتر في الثانية - وهذا ما يُعرف باسم الاندماج التصادمي. بالمقارنة مع الاندماج بالقصور الذاتي، فإن الاندماج بالصدمة لن يتطلب كريات متناظرة كرويًا أو استخدام القوة من جميع الاتجاهات.[16]
- يمكن أن تستخدم كريات الوقود نظائر مثل الديوتيريوم (الهيدروجين -2) أو التريتيوم (الهيدروجين -3).[20] سوف يقوم محرك بوسارد التقليدي بتجميع البروتيوم (الهيدروجين-1) في الغالب، حيث أن هذا هو النظائر الأكثر وفرة للهيدروجين في الطبيعة.
- إطلاق وقود الاندماج المتأين فقط بحيث يمكن للمجارف المغناطيسية أو الكهروستاتيكية توجيه الوقود بسهولة أكبر إلى المحرك. العيب هو أن هذا سوف يتسبب في تشتت الوقود بسبب التنافر الكهروستاتيكي.
- إطلاق الوقود على مسار بحيث يتطابق ناقل سرعة الوقود بشكل وثيق مع ناقل السرعة المتوقع للمركبة الفضائية عند تلك النقطة من مسارها. سيؤدي ذلك إلى تقليل قوى "السحب" الناتجة عن جمع الوقود.
- على الرغم من أن الوقود الذي تم إطلاقه مسبقًا للمحرك النفاث ينفي إحدى ميزات تصميم بوسارد (تجميع الوقود أثناء تحركه عبر الوسط بين النجوم، مما يوفر تكلفة إطلاق كتلة الوقود)، فإنه يحتفظ على الأقل بميزة عدم الاضطرار إلى تسريع كتلة الجسم. الوقود وكتلة الصاروخ في نفس الوقت.
- سيوفر الوقود الذي تم إطلاقه مسبقًا بعض الرؤية في الوسط البينجمي – وبالتالي تنبيه المركبة الفضائية اللاحقة بالمخاطر غير المرئية (على سبيل المثال، الأقزام البنية).

### ومن أهم عيوب هذا النظام ما يلي:
- ضرورة اعتراض الكريات الاندماجية بدقة مع مركبة فضائية تتحرك بسرعة عالية. ويمكن استخدام نبضات الليزر لتوجيه الكريات.[16]
- في حالة استخدام الاندماج التصادمي، يجب أن تتحرك المركبة الفضائية بأدنى سرعة لتحقيق الاندماج. أحد الاقتراحات هو أن تستخدم المركبة الفضائية مناورة كشط الشمس للوصول إلى سرعة 600 كيلومتر في الثانية.[16]
- لا يمكن للمركبة الفضائية أن تنحرف عن المسار المحسوب مسبقًا إلا إذا كان ذلك ضروريًا. وأي انحراف من هذا القبيل من شأنه أن يفصل المركبة الفضائية عن مصدر الوقود الخاص بها، ويترك لها قدرة ضئيلة على العودة إلى مسارها الأصلي.
- لن يكون الوقود المطلق مسبقًا لإبطاء السرعة عند النجم الوجهة متاحًا ما لم يتم إطلاقه قبل عدة عقود من إطلاق المركبة الفضائية. ومع ذلك، يمكن استخدام أنظمة أخرى (مثل الأشرعة المغناطيسية) لهذا الغرض.

## أنظر أيضا
- صاروخ رامجيت
- رامجيت

## فهرس
- For more on ramjet math calculations see Mallove، Eugene F.؛ Matloff، Gregory L. (1989). The Star Flight Handbook. Wiley. ISBN:978-0-471-61912-3. مؤرشف من الأصل في 2023-04-05.
- Mallove، Eugene (1989). The Starflight Handbook. وايلي (ناشر). ISBN:978-0-471-61912-3.
- Matloff، Gregory (5 أغسطس 2005). Deep Space Probes: To the Outer Solar System and Beyond. Springer Praxis Books. ISBN:978-3540247722.
- Anderson، Poul (2006). Tau Zero. Gollancz. ISBN:978-1407239132.

## روابط خارجية
- المتوسطة بين النجوم
- الهيدروجين بين النجوم
- صور بوسارد رامجيت